# Erich Kühn (Schriftsteller, 1878)
Erich Kühn (* 5. Oktober 1878 in Rogehnen bei Preußisch Holland, Ostpreußen; † 26. April 1938) war ein deutscher Schriftsteller, völkischer Publizist und Redakteur.

## Leben
Paul Georg Erich Kühn war der Sohn des Rittergutsbesitzers Alfred Kühn und dessen Frau Elise, geb. Georgesohn. Er besuchte das Kneiphöfische Gymnasium in Königsberg und machte 1896 sein Abitur. Im gleichen Jahr begann er an der Albertus-Universität Königsberg ein Studium der Medizin, wechselte aber kurz darauf zur Nationalökonomie. Im Jahre 1901 wechselte er an die Universität Bern in der Schweiz, wo er Volkswirtschaft, Statistik, Geschichte sowie Philosophie studierte und 1902 mit der Dissertation Der Staatswirtschaftslehrer Christian Jakob Kraus und seine Beziehungen zu Adam Smith bei Prof. August Oncken zum Dr. phil. promoviert wurde.
Kühn arbeitete als Syndikus für die Handelskammer Görlitz. 1913 verfasste er eine Schrift gegen das allgemeine Wahlrecht und forderte ein Wahlrecht nach „Leistung, Bildung und Charakter“. Er nahm am Ersten Weltkrieg teil. Im April 1917 wurde er in München der erste Hauptschriftleiter (Chefredakteur) der von Julius Friedrich Lehmann verlegten völkischen Monatszeitschrift Deutschlands Erneuerung, für die er nach Kriegsende auch Flugblätter verfasste. Er war Mitglied des Alldeutschen Verbandes und später führend im Deutschvölkischen Schutz- und Trutzbund tätig. Kühn gehörte in den ersten Jahren der Weimarer Republik zu den bekannten antidemokratischen sowie antisemitischen Propagandisten und Publizisten:
„Im Februar 1920 etwa warf […] Kühn der Regierung vor dem Hintergrund des Versailler Vertrags Sklavenmoral gegenüber den Siegermächten vor und bescheinigte letzteren Herrenmoral. Dabei konstatierte er, die Ziele des Feindes deckten sich mit den Absichten der jüdischen Rasse, die in ihrem Trieb zur Macht genau diese Sklavenmoral predige, aus der die zeitgenössische Anarchie und der gesellschaftliche Verfall resultierten. Der enge Vertraute Lehmanns forderte seine Landleute dazu auf, ihre hündische Sklavenmoral hinter sich zu lassen und härteste Herrenmoral gegen die Volksfeinde anzuwenden.“
Trotz politischer Differenzen mit den Deutschnationalen betätigte sich Kühn auch für die DNVP als Propagandaredner auf deutschnationalen Wahlkampfveranstaltungen. Am 16. Oktober 1919 trat Kühn als Hauptredner bei einer öffentlichen Versammlung der DAP im Münchener Hofbräukeller auf. Vor 111 Zuhörern referierte er über Die Judenfrage – eine deutsche Frage. In der anschließenden Diskussion meldete sich Adolf Hitler zu Wort und sprach zum ersten Mal als Parteiredner. Auch am 26. November 1919 referierten zunächst Kühn und drei weitere Schutz- und Trutzbündler auf einer DAP-Versammlung zur politischen Lage, erst danach folgte ein Redebeitrag Hitlers. Anfang 1920 trat Kühn der Partei bei (Mitgliedsnummer 587).
Kühn blieb bis 1925 Hauptschriftleiter von Deutschlands Erneuerung. In derselben Funktion war er von 1926 bis 1930 bei der Coburger Zeitung und anschließend bei der Coburger National-Zeitung tätig. Zum 1. Juli 1930 trat er der neu gegründeten NSDAP erneut bei (Mitgliedsnummer 269.683). Zum 1. Oktober 1933 schied er aus der Hauptschriftleitung der Coburger National-Zeitung aus und wurde schließlich Hauptschriftleiter der Deutschen Wochenschau in Berlin.
1937 erschien das Jugendtaschenbuch Schafft anständige Kerle!, das sich zu einem Bestseller entwickelte. Als 1942 die 27. Auflage erschien, betrug die Gesamtauflage 260.000 Exemplare. Kühn starb am 26. April 1938 infolge eines Herzinfarktes.

## Schriften (Auswahl)
- Der Staatswirtschaftslehrer Christian Jakob Kraus und seine Beziehungen zu Adam Smith. Dissertation, Universität Bern, 1902.
- Rasse? Ein Roman. Deutscher Volksverlag Dr. E. Boepple, München 1921.
- Die Angeseilten. Ein Zeitroman. Deutscher Volksverlag Dr. E. Boepple, München 1922.
- Ostpreußen im Rahmen Deutschlands und die polnischen Pläne (= Friedrich Mann’s Pädagogisches Magazin. Heft 1101. Schriften zur politischen Bildung. Herausgegeben von der Gesellschaft „Deutscher Staat“. V. Reihe. Grenzlande. Heft 6). Hermann Beyer & Söhne, Langensalza 1926 (Digitalisat der Universitätsbibliothek Danzig).
- Schafft anständige Kerle! Zeitlose Zeitgedanken. Weicher, Berlin/Leipzig 1937.